# WS-125

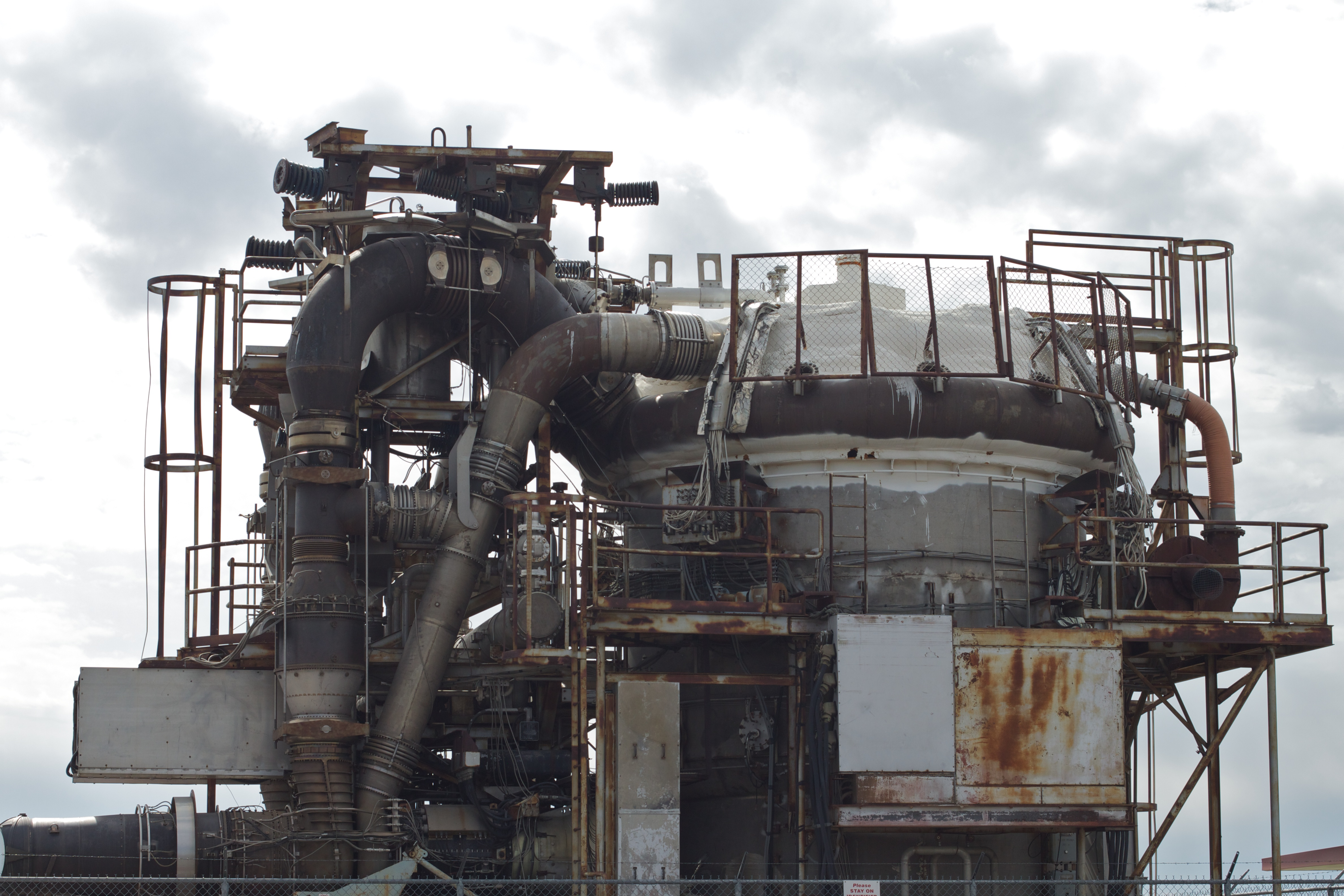
HTRE-3, prototype de réacteur d'avion nucléaire au laboratoire national de l'Idaho.

Le WS-125 était un projet de bombardier à large rayon d'action, conçu par les États-Unis durant la guerre froide. Son nom de code devait être B-72 et ce devait être un avion à propulsion nucléaire.
En 1954, l'USAF émet un cahier des charges pour un bombardier à propulsion nucléaire désigné sous le code WS-125. En 1956, GE s'associe avec Convair (programme X211 (en)) et Pratt & Whitney avec Lockheed pour répondre à la demande.
En 1956, l'USAF décide que le bombardier demandé ne pouvait pas devenir opérationnel. Finalement, après avoir coûté plus d'un milliard de dollars le projet est annulé le 28 mars 1961.

## Centrales nucléaires
Deux turboréacteurs General Electric J87 ont été alimentés presque à pleine poussée par deux réacteurs nucléaires blindés. Deux moteurs complets expérimentaux avec leur réacteur (HTRE 1 et HTRE 3), sont encore visibles sur le site d'EBR-1 au laboratoire national de l'Idaho 43° 30′ 42,22″ N, 113° 00′ 18″ O.

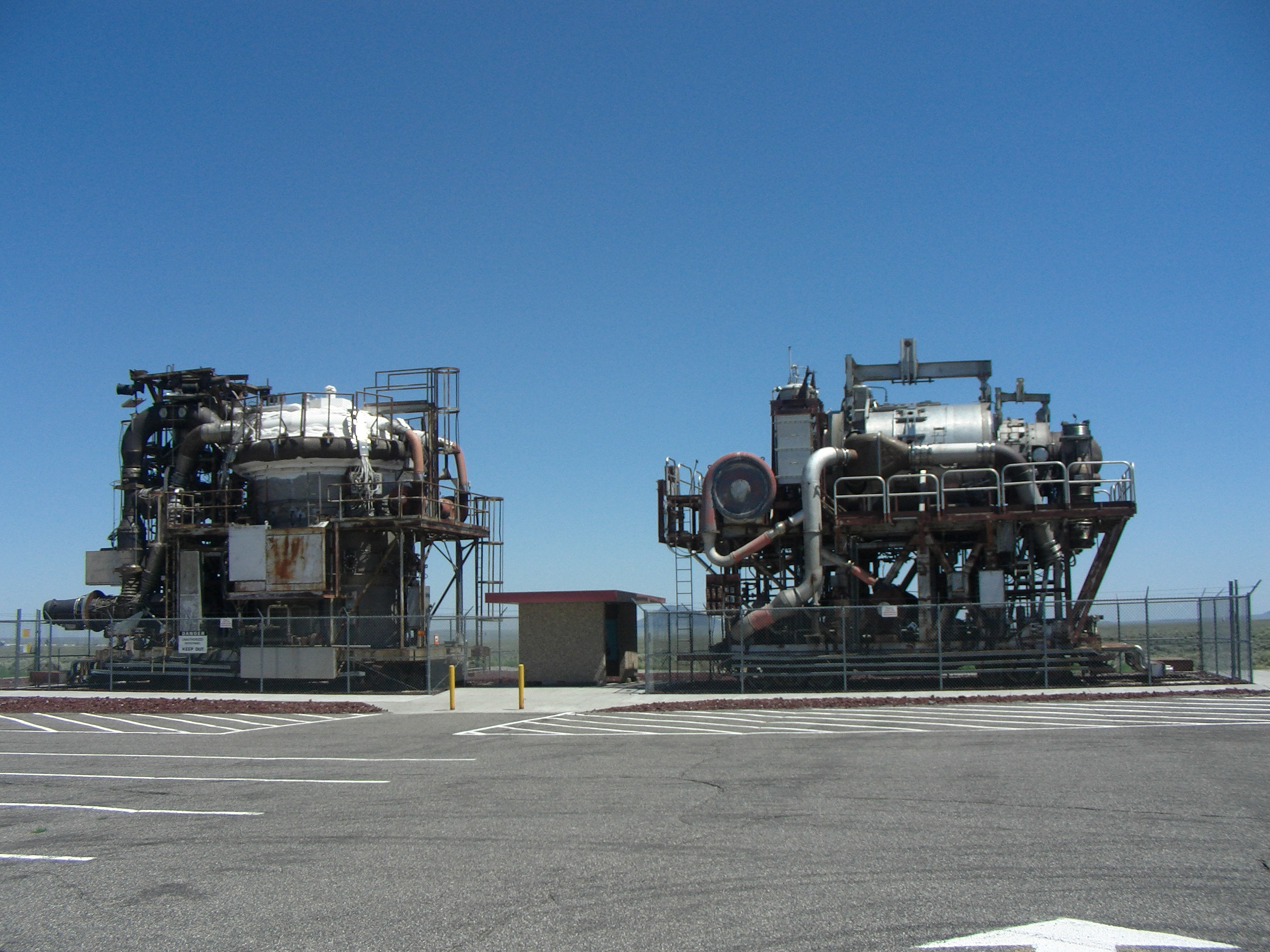
Réacteurs expérimentaux HTRE pour avions à propulsion nucléaire, HTRE 3 à gauche et HTRE 1 à droite), exposés au laboratoire national de l'Idaho près d'Arco, Idaho

## Dans la culture populaire
- Le roman Steam Bird (1984) d’Hilbert Schenck (en) extrapole ce qui se serait passé si les WS-124/B-72 avaient été construits et mis en service[1].